# Villavieja (ort i Colombia, Huila, lat 3,22, long -75,22)
Villavieja är en ort i Colombia.   Den ligger i departementet Huila, i den centrala delen av landet, 200 km sydväst om huvudstaden Bogotá. Villavieja ligger 384 meter över havet och antalet invånare är 2 730.
Terrängen runt Villavieja är huvudsakligen platt, men åt nordväst är den kuperad. Runt Villavieja är det glesbefolkat, med 14 invånare per kvadratkilometer. Närmaste större samhälle är Aipe, 2,0 km väster om Villavieja. Omgivningarna runt Villavieja är en mosaik av jordbruksmark och naturlig växtlighet.